# Parany de Rubinstein
|   | a | b | c | d | e | f | g | h |   |
| 8 | a8 negres torre · c8 negres alfil · d8 negres dama · e8 negres torre · g8 negres rei · b7 negres peó · d7 negres cavall · e7 negres alfil · f7 negres peó · g7 negres peó · a6 negres peó · c6 negres peó · h6 negres peó · d5 negres peó · h5 negres cavall · d4 blanques peó · f4 blanques alfil · b3 blanques dama · c3 blanques cavall · d3 blanques alfil · e3 blanques peó · f3 blanques cavall · a2 blanques peó · b2 blanques peó · f2 blanques peó · g2 blanques peó · h2 blanques peó · c1 blanques torre · f1 blanques torre · g1 blanques rei | a8 negres torre · c8 negres alfil · d8 negres dama · e8 negres torre · g8 negres rei · b7 negres peó · d7 negres cavall · e7 negres alfil · f7 negres peó · g7 negres peó · a6 negres peó · c6 negres peó · h6 negres peó · d5 negres peó · h5 negres cavall · d4 blanques peó · f4 blanques alfil · b3 blanques dama · c3 blanques cavall · d3 blanques alfil · e3 blanques peó · f3 blanques cavall · a2 blanques peó · b2 blanques peó · f2 blanques peó · g2 blanques peó · h2 blanques peó · c1 blanques torre · f1 blanques torre · g1 blanques rei | a8 negres torre · c8 negres alfil · d8 negres dama · e8 negres torre · g8 negres rei · b7 negres peó · d7 negres cavall · e7 negres alfil · f7 negres peó · g7 negres peó · a6 negres peó · c6 negres peó · h6 negres peó · d5 negres peó · h5 negres cavall · d4 blanques peó · f4 blanques alfil · b3 blanques dama · c3 blanques cavall · d3 blanques alfil · e3 blanques peó · f3 blanques cavall · a2 blanques peó · b2 blanques peó · f2 blanques peó · g2 blanques peó · h2 blanques peó · c1 blanques torre · f1 blanques torre · g1 blanques rei | a8 negres torre · c8 negres alfil · d8 negres dama · e8 negres torre · g8 negres rei · b7 negres peó · d7 negres cavall · e7 negres alfil · f7 negres peó · g7 negres peó · a6 negres peó · c6 negres peó · h6 negres peó · d5 negres peó · h5 negres cavall · d4 blanques peó · f4 blanques alfil · b3 blanques dama · c3 blanques cavall · d3 blanques alfil · e3 blanques peó · f3 blanques cavall · a2 blanques peó · b2 blanques peó · f2 blanques peó · g2 blanques peó · h2 blanques peó · c1 blanques torre · f1 blanques torre · g1 blanques rei | a8 negres torre · c8 negres alfil · d8 negres dama · e8 negres torre · g8 negres rei · b7 negres peó · d7 negres cavall · e7 negres alfil · f7 negres peó · g7 negres peó · a6 negres peó · c6 negres peó · h6 negres peó · d5 negres peó · h5 negres cavall · d4 blanques peó · f4 blanques alfil · b3 blanques dama · c3 blanques cavall · d3 blanques alfil · e3 blanques peó · f3 blanques cavall · a2 blanques peó · b2 blanques peó · f2 blanques peó · g2 blanques peó · h2 blanques peó · c1 blanques torre · f1 blanques torre · g1 blanques rei | a8 negres torre · c8 negres alfil · d8 negres dama · e8 negres torre · g8 negres rei · b7 negres peó · d7 negres cavall · e7 negres alfil · f7 negres peó · g7 negres peó · a6 negres peó · c6 negres peó · h6 negres peó · d5 negres peó · h5 negres cavall · d4 blanques peó · f4 blanques alfil · b3 blanques dama · c3 blanques cavall · d3 blanques alfil · e3 blanques peó · f3 blanques cavall · a2 blanques peó · b2 blanques peó · f2 blanques peó · g2 blanques peó · h2 blanques peó · c1 blanques torre · f1 blanques torre · g1 blanques rei | a8 negres torre · c8 negres alfil · d8 negres dama · e8 negres torre · g8 negres rei · b7 negres peó · d7 negres cavall · e7 negres alfil · f7 negres peó · g7 negres peó · a6 negres peó · c6 negres peó · h6 negres peó · d5 negres peó · h5 negres cavall · d4 blanques peó · f4 blanques alfil · b3 blanques dama · c3 blanques cavall · d3 blanques alfil · e3 blanques peó · f3 blanques cavall · a2 blanques peó · b2 blanques peó · f2 blanques peó · g2 blanques peó · h2 blanques peó · c1 blanques torre · f1 blanques torre · g1 blanques rei | a8 negres torre · c8 negres alfil · d8 negres dama · e8 negres torre · g8 negres rei · b7 negres peó · d7 negres cavall · e7 negres alfil · f7 negres peó · g7 negres peó · a6 negres peó · c6 negres peó · h6 negres peó · d5 negres peó · h5 negres cavall · d4 blanques peó · f4 blanques alfil · b3 blanques dama · c3 blanques cavall · d3 blanques alfil · e3 blanques peó · f3 blanques cavall · a2 blanques peó · b2 blanques peó · f2 blanques peó · g2 blanques peó · h2 blanques peó · c1 blanques torre · f1 blanques torre · g1 blanques rei | 8 |
| 7 | a8 negres torre · c8 negres alfil · d8 negres dama · e8 negres torre · g8 negres rei · b7 negres peó · d7 negres cavall · e7 negres alfil · f7 negres peó · g7 negres peó · a6 negres peó · c6 negres peó · h6 negres peó · d5 negres peó · h5 negres cavall · d4 blanques peó · f4 blanques alfil · b3 blanques dama · c3 blanques cavall · d3 blanques alfil · e3 blanques peó · f3 blanques cavall · a2 blanques peó · b2 blanques peó · f2 blanques peó · g2 blanques peó · h2 blanques peó · c1 blanques torre · f1 blanques torre · g1 blanques rei | a8 negres torre · c8 negres alfil · d8 negres dama · e8 negres torre · g8 negres rei · b7 negres peó · d7 negres cavall · e7 negres alfil · f7 negres peó · g7 negres peó · a6 negres peó · c6 negres peó · h6 negres peó · d5 negres peó · h5 negres cavall · d4 blanques peó · f4 blanques alfil · b3 blanques dama · c3 blanques cavall · d3 blanques alfil · e3 blanques peó · f3 blanques cavall · a2 blanques peó · b2 blanques peó · f2 blanques peó · g2 blanques peó · h2 blanques peó · c1 blanques torre · f1 blanques torre · g1 blanques rei | a8 negres torre · c8 negres alfil · d8 negres dama · e8 negres torre · g8 negres rei · b7 negres peó · d7 negres cavall · e7 negres alfil · f7 negres peó · g7 negres peó · a6 negres peó · c6 negres peó · h6 negres peó · d5 negres peó · h5 negres cavall · d4 blanques peó · f4 blanques alfil · b3 blanques dama · c3 blanques cavall · d3 blanques alfil · e3 blanques peó · f3 blanques cavall · a2 blanques peó · b2 blanques peó · f2 blanques peó · g2 blanques peó · h2 blanques peó · c1 blanques torre · f1 blanques torre · g1 blanques rei | a8 negres torre · c8 negres alfil · d8 negres dama · e8 negres torre · g8 negres rei · b7 negres peó · d7 negres cavall · e7 negres alfil · f7 negres peó · g7 negres peó · a6 negres peó · c6 negres peó · h6 negres peó · d5 negres peó · h5 negres cavall · d4 blanques peó · f4 blanques alfil · b3 blanques dama · c3 blanques cavall · d3 blanques alfil · e3 blanques peó · f3 blanques cavall · a2 blanques peó · b2 blanques peó · f2 blanques peó · g2 blanques peó · h2 blanques peó · c1 blanques torre · f1 blanques torre · g1 blanques rei | a8 negres torre · c8 negres alfil · d8 negres dama · e8 negres torre · g8 negres rei · b7 negres peó · d7 negres cavall · e7 negres alfil · f7 negres peó · g7 negres peó · a6 negres peó · c6 negres peó · h6 negres peó · d5 negres peó · h5 negres cavall · d4 blanques peó · f4 blanques alfil · b3 blanques dama · c3 blanques cavall · d3 blanques alfil · e3 blanques peó · f3 blanques cavall · a2 blanques peó · b2 blanques peó · f2 blanques peó · g2 blanques peó · h2 blanques peó · c1 blanques torre · f1 blanques torre · g1 blanques rei | a8 negres torre · c8 negres alfil · d8 negres dama · e8 negres torre · g8 negres rei · b7 negres peó · d7 negres cavall · e7 negres alfil · f7 negres peó · g7 negres peó · a6 negres peó · c6 negres peó · h6 negres peó · d5 negres peó · h5 negres cavall · d4 blanques peó · f4 blanques alfil · b3 blanques dama · c3 blanques cavall · d3 blanques alfil · e3 blanques peó · f3 blanques cavall · a2 blanques peó · b2 blanques peó · f2 blanques peó · g2 blanques peó · h2 blanques peó · c1 blanques torre · f1 blanques torre · g1 blanques rei | a8 negres torre · c8 negres alfil · d8 negres dama · e8 negres torre · g8 negres rei · b7 negres peó · d7 negres cavall · e7 negres alfil · f7 negres peó · g7 negres peó · a6 negres peó · c6 negres peó · h6 negres peó · d5 negres peó · h5 negres cavall · d4 blanques peó · f4 blanques alfil · b3 blanques dama · c3 blanques cavall · d3 blanques alfil · e3 blanques peó · f3 blanques cavall · a2 blanques peó · b2 blanques peó · f2 blanques peó · g2 blanques peó · h2 blanques peó · c1 blanques torre · f1 blanques torre · g1 blanques rei | a8 negres torre · c8 negres alfil · d8 negres dama · e8 negres torre · g8 negres rei · b7 negres peó · d7 negres cavall · e7 negres alfil · f7 negres peó · g7 negres peó · a6 negres peó · c6 negres peó · h6 negres peó · d5 negres peó · h5 negres cavall · d4 blanques peó · f4 blanques alfil · b3 blanques dama · c3 blanques cavall · d3 blanques alfil · e3 blanques peó · f3 blanques cavall · a2 blanques peó · b2 blanques peó · f2 blanques peó · g2 blanques peó · h2 blanques peó · c1 blanques torre · f1 blanques torre · g1 blanques rei | 7 |
| 6 | a8 negres torre · c8 negres alfil · d8 negres dama · e8 negres torre · g8 negres rei · b7 negres peó · d7 negres cavall · e7 negres alfil · f7 negres peó · g7 negres peó · a6 negres peó · c6 negres peó · h6 negres peó · d5 negres peó · h5 negres cavall · d4 blanques peó · f4 blanques alfil · b3 blanques dama · c3 blanques cavall · d3 blanques alfil · e3 blanques peó · f3 blanques cavall · a2 blanques peó · b2 blanques peó · f2 blanques peó · g2 blanques peó · h2 blanques peó · c1 blanques torre · f1 blanques torre · g1 blanques rei | a8 negres torre · c8 negres alfil · d8 negres dama · e8 negres torre · g8 negres rei · b7 negres peó · d7 negres cavall · e7 negres alfil · f7 negres peó · g7 negres peó · a6 negres peó · c6 negres peó · h6 negres peó · d5 negres peó · h5 negres cavall · d4 blanques peó · f4 blanques alfil · b3 blanques dama · c3 blanques cavall · d3 blanques alfil · e3 blanques peó · f3 blanques cavall · a2 blanques peó · b2 blanques peó · f2 blanques peó · g2 blanques peó · h2 blanques peó · c1 blanques torre · f1 blanques torre · g1 blanques rei | a8 negres torre · c8 negres alfil · d8 negres dama · e8 negres torre · g8 negres rei · b7 negres peó · d7 negres cavall · e7 negres alfil · f7 negres peó · g7 negres peó · a6 negres peó · c6 negres peó · h6 negres peó · d5 negres peó · h5 negres cavall · d4 blanques peó · f4 blanques alfil · b3 blanques dama · c3 blanques cavall · d3 blanques alfil · e3 blanques peó · f3 blanques cavall · a2 blanques peó · b2 blanques peó · f2 blanques peó · g2 blanques peó · h2 blanques peó · c1 blanques torre · f1 blanques torre · g1 blanques rei | a8 negres torre · c8 negres alfil · d8 negres dama · e8 negres torre · g8 negres rei · b7 negres peó · d7 negres cavall · e7 negres alfil · f7 negres peó · g7 negres peó · a6 negres peó · c6 negres peó · h6 negres peó · d5 negres peó · h5 negres cavall · d4 blanques peó · f4 blanques alfil · b3 blanques dama · c3 blanques cavall · d3 blanques alfil · e3 blanques peó · f3 blanques cavall · a2 blanques peó · b2 blanques peó · f2 blanques peó · g2 blanques peó · h2 blanques peó · c1 blanques torre · f1 blanques torre · g1 blanques rei | a8 negres torre · c8 negres alfil · d8 negres dama · e8 negres torre · g8 negres rei · b7 negres peó · d7 negres cavall · e7 negres alfil · f7 negres peó · g7 negres peó · a6 negres peó · c6 negres peó · h6 negres peó · d5 negres peó · h5 negres cavall · d4 blanques peó · f4 blanques alfil · b3 blanques dama · c3 blanques cavall · d3 blanques alfil · e3 blanques peó · f3 blanques cavall · a2 blanques peó · b2 blanques peó · f2 blanques peó · g2 blanques peó · h2 blanques peó · c1 blanques torre · f1 blanques torre · g1 blanques rei | a8 negres torre · c8 negres alfil · d8 negres dama · e8 negres torre · g8 negres rei · b7 negres peó · d7 negres cavall · e7 negres alfil · f7 negres peó · g7 negres peó · a6 negres peó · c6 negres peó · h6 negres peó · d5 negres peó · h5 negres cavall · d4 blanques peó · f4 blanques alfil · b3 blanques dama · c3 blanques cavall · d3 blanques alfil · e3 blanques peó · f3 blanques cavall · a2 blanques peó · b2 blanques peó · f2 blanques peó · g2 blanques peó · h2 blanques peó · c1 blanques torre · f1 blanques torre · g1 blanques rei | a8 negres torre · c8 negres alfil · d8 negres dama · e8 negres torre · g8 negres rei · b7 negres peó · d7 negres cavall · e7 negres alfil · f7 negres peó · g7 negres peó · a6 negres peó · c6 negres peó · h6 negres peó · d5 negres peó · h5 negres cavall · d4 blanques peó · f4 blanques alfil · b3 blanques dama · c3 blanques cavall · d3 blanques alfil · e3 blanques peó · f3 blanques cavall · a2 blanques peó · b2 blanques peó · f2 blanques peó · g2 blanques peó · h2 blanques peó · c1 blanques torre · f1 blanques torre · g1 blanques rei | a8 negres torre · c8 negres alfil · d8 negres dama · e8 negres torre · g8 negres rei · b7 negres peó · d7 negres cavall · e7 negres alfil · f7 negres peó · g7 negres peó · a6 negres peó · c6 negres peó · h6 negres peó · d5 negres peó · h5 negres cavall · d4 blanques peó · f4 blanques alfil · b3 blanques dama · c3 blanques cavall · d3 blanques alfil · e3 blanques peó · f3 blanques cavall · a2 blanques peó · b2 blanques peó · f2 blanques peó · g2 blanques peó · h2 blanques peó · c1 blanques torre · f1 blanques torre · g1 blanques rei | 6 |
| 5 | a8 negres torre · c8 negres alfil · d8 negres dama · e8 negres torre · g8 negres rei · b7 negres peó · d7 negres cavall · e7 negres alfil · f7 negres peó · g7 negres peó · a6 negres peó · c6 negres peó · h6 negres peó · d5 negres peó · h5 negres cavall · d4 blanques peó · f4 blanques alfil · b3 blanques dama · c3 blanques cavall · d3 blanques alfil · e3 blanques peó · f3 blanques cavall · a2 blanques peó · b2 blanques peó · f2 blanques peó · g2 blanques peó · h2 blanques peó · c1 blanques torre · f1 blanques torre · g1 blanques rei | a8 negres torre · c8 negres alfil · d8 negres dama · e8 negres torre · g8 negres rei · b7 negres peó · d7 negres cavall · e7 negres alfil · f7 negres peó · g7 negres peó · a6 negres peó · c6 negres peó · h6 negres peó · d5 negres peó · h5 negres cavall · d4 blanques peó · f4 blanques alfil · b3 blanques dama · c3 blanques cavall · d3 blanques alfil · e3 blanques peó · f3 blanques cavall · a2 blanques peó · b2 blanques peó · f2 blanques peó · g2 blanques peó · h2 blanques peó · c1 blanques torre · f1 blanques torre · g1 blanques rei | a8 negres torre · c8 negres alfil · d8 negres dama · e8 negres torre · g8 negres rei · b7 negres peó · d7 negres cavall · e7 negres alfil · f7 negres peó · g7 negres peó · a6 negres peó · c6 negres peó · h6 negres peó · d5 negres peó · h5 negres cavall · d4 blanques peó · f4 blanques alfil · b3 blanques dama · c3 blanques cavall · d3 blanques alfil · e3 blanques peó · f3 blanques cavall · a2 blanques peó · b2 blanques peó · f2 blanques peó · g2 blanques peó · h2 blanques peó · c1 blanques torre · f1 blanques torre · g1 blanques rei | a8 negres torre · c8 negres alfil · d8 negres dama · e8 negres torre · g8 negres rei · b7 negres peó · d7 negres cavall · e7 negres alfil · f7 negres peó · g7 negres peó · a6 negres peó · c6 negres peó · h6 negres peó · d5 negres peó · h5 negres cavall · d4 blanques peó · f4 blanques alfil · b3 blanques dama · c3 blanques cavall · d3 blanques alfil · e3 blanques peó · f3 blanques cavall · a2 blanques peó · b2 blanques peó · f2 blanques peó · g2 blanques peó · h2 blanques peó · c1 blanques torre · f1 blanques torre · g1 blanques rei | a8 negres torre · c8 negres alfil · d8 negres dama · e8 negres torre · g8 negres rei · b7 negres peó · d7 negres cavall · e7 negres alfil · f7 negres peó · g7 negres peó · a6 negres peó · c6 negres peó · h6 negres peó · d5 negres peó · h5 negres cavall · d4 blanques peó · f4 blanques alfil · b3 blanques dama · c3 blanques cavall · d3 blanques alfil · e3 blanques peó · f3 blanques cavall · a2 blanques peó · b2 blanques peó · f2 blanques peó · g2 blanques peó · h2 blanques peó · c1 blanques torre · f1 blanques torre · g1 blanques rei | a8 negres torre · c8 negres alfil · d8 negres dama · e8 negres torre · g8 negres rei · b7 negres peó · d7 negres cavall · e7 negres alfil · f7 negres peó · g7 negres peó · a6 negres peó · c6 negres peó · h6 negres peó · d5 negres peó · h5 negres cavall · d4 blanques peó · f4 blanques alfil · b3 blanques dama · c3 blanques cavall · d3 blanques alfil · e3 blanques peó · f3 blanques cavall · a2 blanques peó · b2 blanques peó · f2 blanques peó · g2 blanques peó · h2 blanques peó · c1 blanques torre · f1 blanques torre · g1 blanques rei | a8 negres torre · c8 negres alfil · d8 negres dama · e8 negres torre · g8 negres rei · b7 negres peó · d7 negres cavall · e7 negres alfil · f7 negres peó · g7 negres peó · a6 negres peó · c6 negres peó · h6 negres peó · d5 negres peó · h5 negres cavall · d4 blanques peó · f4 blanques alfil · b3 blanques dama · c3 blanques cavall · d3 blanques alfil · e3 blanques peó · f3 blanques cavall · a2 blanques peó · b2 blanques peó · f2 blanques peó · g2 blanques peó · h2 blanques peó · c1 blanques torre · f1 blanques torre · g1 blanques rei | a8 negres torre · c8 negres alfil · d8 negres dama · e8 negres torre · g8 negres rei · b7 negres peó · d7 negres cavall · e7 negres alfil · f7 negres peó · g7 negres peó · a6 negres peó · c6 negres peó · h6 negres peó · d5 negres peó · h5 negres cavall · d4 blanques peó · f4 blanques alfil · b3 blanques dama · c3 blanques cavall · d3 blanques alfil · e3 blanques peó · f3 blanques cavall · a2 blanques peó · b2 blanques peó · f2 blanques peó · g2 blanques peó · h2 blanques peó · c1 blanques torre · f1 blanques torre · g1 blanques rei | 5 |
| 4 | a8 negres torre · c8 negres alfil · d8 negres dama · e8 negres torre · g8 negres rei · b7 negres peó · d7 negres cavall · e7 negres alfil · f7 negres peó · g7 negres peó · a6 negres peó · c6 negres peó · h6 negres peó · d5 negres peó · h5 negres cavall · d4 blanques peó · f4 blanques alfil · b3 blanques dama · c3 blanques cavall · d3 blanques alfil · e3 blanques peó · f3 blanques cavall · a2 blanques peó · b2 blanques peó · f2 blanques peó · g2 blanques peó · h2 blanques peó · c1 blanques torre · f1 blanques torre · g1 blanques rei | a8 negres torre · c8 negres alfil · d8 negres dama · e8 negres torre · g8 negres rei · b7 negres peó · d7 negres cavall · e7 negres alfil · f7 negres peó · g7 negres peó · a6 negres peó · c6 negres peó · h6 negres peó · d5 negres peó · h5 negres cavall · d4 blanques peó · f4 blanques alfil · b3 blanques dama · c3 blanques cavall · d3 blanques alfil · e3 blanques peó · f3 blanques cavall · a2 blanques peó · b2 blanques peó · f2 blanques peó · g2 blanques peó · h2 blanques peó · c1 blanques torre · f1 blanques torre · g1 blanques rei | a8 negres torre · c8 negres alfil · d8 negres dama · e8 negres torre · g8 negres rei · b7 negres peó · d7 negres cavall · e7 negres alfil · f7 negres peó · g7 negres peó · a6 negres peó · c6 negres peó · h6 negres peó · d5 negres peó · h5 negres cavall · d4 blanques peó · f4 blanques alfil · b3 blanques dama · c3 blanques cavall · d3 blanques alfil · e3 blanques peó · f3 blanques cavall · a2 blanques peó · b2 blanques peó · f2 blanques peó · g2 blanques peó · h2 blanques peó · c1 blanques torre · f1 blanques torre · g1 blanques rei | a8 negres torre · c8 negres alfil · d8 negres dama · e8 negres torre · g8 negres rei · b7 negres peó · d7 negres cavall · e7 negres alfil · f7 negres peó · g7 negres peó · a6 negres peó · c6 negres peó · h6 negres peó · d5 negres peó · h5 negres cavall · d4 blanques peó · f4 blanques alfil · b3 blanques dama · c3 blanques cavall · d3 blanques alfil · e3 blanques peó · f3 blanques cavall · a2 blanques peó · b2 blanques peó · f2 blanques peó · g2 blanques peó · h2 blanques peó · c1 blanques torre · f1 blanques torre · g1 blanques rei | a8 negres torre · c8 negres alfil · d8 negres dama · e8 negres torre · g8 negres rei · b7 negres peó · d7 negres cavall · e7 negres alfil · f7 negres peó · g7 negres peó · a6 negres peó · c6 negres peó · h6 negres peó · d5 negres peó · h5 negres cavall · d4 blanques peó · f4 blanques alfil · b3 blanques dama · c3 blanques cavall · d3 blanques alfil · e3 blanques peó · f3 blanques cavall · a2 blanques peó · b2 blanques peó · f2 blanques peó · g2 blanques peó · h2 blanques peó · c1 blanques torre · f1 blanques torre · g1 blanques rei | a8 negres torre · c8 negres alfil · d8 negres dama · e8 negres torre · g8 negres rei · b7 negres peó · d7 negres cavall · e7 negres alfil · f7 negres peó · g7 negres peó · a6 negres peó · c6 negres peó · h6 negres peó · d5 negres peó · h5 negres cavall · d4 blanques peó · f4 blanques alfil · b3 blanques dama · c3 blanques cavall · d3 blanques alfil · e3 blanques peó · f3 blanques cavall · a2 blanques peó · b2 blanques peó · f2 blanques peó · g2 blanques peó · h2 blanques peó · c1 blanques torre · f1 blanques torre · g1 blanques rei | a8 negres torre · c8 negres alfil · d8 negres dama · e8 negres torre · g8 negres rei · b7 negres peó · d7 negres cavall · e7 negres alfil · f7 negres peó · g7 negres peó · a6 negres peó · c6 negres peó · h6 negres peó · d5 negres peó · h5 negres cavall · d4 blanques peó · f4 blanques alfil · b3 blanques dama · c3 blanques cavall · d3 blanques alfil · e3 blanques peó · f3 blanques cavall · a2 blanques peó · b2 blanques peó · f2 blanques peó · g2 blanques peó · h2 blanques peó · c1 blanques torre · f1 blanques torre · g1 blanques rei | a8 negres torre · c8 negres alfil · d8 negres dama · e8 negres torre · g8 negres rei · b7 negres peó · d7 negres cavall · e7 negres alfil · f7 negres peó · g7 negres peó · a6 negres peó · c6 negres peó · h6 negres peó · d5 negres peó · h5 negres cavall · d4 blanques peó · f4 blanques alfil · b3 blanques dama · c3 blanques cavall · d3 blanques alfil · e3 blanques peó · f3 blanques cavall · a2 blanques peó · b2 blanques peó · f2 blanques peó · g2 blanques peó · h2 blanques peó · c1 blanques torre · f1 blanques torre · g1 blanques rei | 4 |
| 3 | a8 negres torre · c8 negres alfil · d8 negres dama · e8 negres torre · g8 negres rei · b7 negres peó · d7 negres cavall · e7 negres alfil · f7 negres peó · g7 negres peó · a6 negres peó · c6 negres peó · h6 negres peó · d5 negres peó · h5 negres cavall · d4 blanques peó · f4 blanques alfil · b3 blanques dama · c3 blanques cavall · d3 blanques alfil · e3 blanques peó · f3 blanques cavall · a2 blanques peó · b2 blanques peó · f2 blanques peó · g2 blanques peó · h2 blanques peó · c1 blanques torre · f1 blanques torre · g1 blanques rei | a8 negres torre · c8 negres alfil · d8 negres dama · e8 negres torre · g8 negres rei · b7 negres peó · d7 negres cavall · e7 negres alfil · f7 negres peó · g7 negres peó · a6 negres peó · c6 negres peó · h6 negres peó · d5 negres peó · h5 negres cavall · d4 blanques peó · f4 blanques alfil · b3 blanques dama · c3 blanques cavall · d3 blanques alfil · e3 blanques peó · f3 blanques cavall · a2 blanques peó · b2 blanques peó · f2 blanques peó · g2 blanques peó · h2 blanques peó · c1 blanques torre · f1 blanques torre · g1 blanques rei | a8 negres torre · c8 negres alfil · d8 negres dama · e8 negres torre · g8 negres rei · b7 negres peó · d7 negres cavall · e7 negres alfil · f7 negres peó · g7 negres peó · a6 negres peó · c6 negres peó · h6 negres peó · d5 negres peó · h5 negres cavall · d4 blanques peó · f4 blanques alfil · b3 blanques dama · c3 blanques cavall · d3 blanques alfil · e3 blanques peó · f3 blanques cavall · a2 blanques peó · b2 blanques peó · f2 blanques peó · g2 blanques peó · h2 blanques peó · c1 blanques torre · f1 blanques torre · g1 blanques rei | a8 negres torre · c8 negres alfil · d8 negres dama · e8 negres torre · g8 negres rei · b7 negres peó · d7 negres cavall · e7 negres alfil · f7 negres peó · g7 negres peó · a6 negres peó · c6 negres peó · h6 negres peó · d5 negres peó · h5 negres cavall · d4 blanques peó · f4 blanques alfil · b3 blanques dama · c3 blanques cavall · d3 blanques alfil · e3 blanques peó · f3 blanques cavall · a2 blanques peó · b2 blanques peó · f2 blanques peó · g2 blanques peó · h2 blanques peó · c1 blanques torre · f1 blanques torre · g1 blanques rei | a8 negres torre · c8 negres alfil · d8 negres dama · e8 negres torre · g8 negres rei · b7 negres peó · d7 negres cavall · e7 negres alfil · f7 negres peó · g7 negres peó · a6 negres peó · c6 negres peó · h6 negres peó · d5 negres peó · h5 negres cavall · d4 blanques peó · f4 blanques alfil · b3 blanques dama · c3 blanques cavall · d3 blanques alfil · e3 blanques peó · f3 blanques cavall · a2 blanques peó · b2 blanques peó · f2 blanques peó · g2 blanques peó · h2 blanques peó · c1 blanques torre · f1 blanques torre · g1 blanques rei | a8 negres torre · c8 negres alfil · d8 negres dama · e8 negres torre · g8 negres rei · b7 negres peó · d7 negres cavall · e7 negres alfil · f7 negres peó · g7 negres peó · a6 negres peó · c6 negres peó · h6 negres peó · d5 negres peó · h5 negres cavall · d4 blanques peó · f4 blanques alfil · b3 blanques dama · c3 blanques cavall · d3 blanques alfil · e3 blanques peó · f3 blanques cavall · a2 blanques peó · b2 blanques peó · f2 blanques peó · g2 blanques peó · h2 blanques peó · c1 blanques torre · f1 blanques torre · g1 blanques rei | a8 negres torre · c8 negres alfil · d8 negres dama · e8 negres torre · g8 negres rei · b7 negres peó · d7 negres cavall · e7 negres alfil · f7 negres peó · g7 negres peó · a6 negres peó · c6 negres peó · h6 negres peó · d5 negres peó · h5 negres cavall · d4 blanques peó · f4 blanques alfil · b3 blanques dama · c3 blanques cavall · d3 blanques alfil · e3 blanques peó · f3 blanques cavall · a2 blanques peó · b2 blanques peó · f2 blanques peó · g2 blanques peó · h2 blanques peó · c1 blanques torre · f1 blanques torre · g1 blanques rei | a8 negres torre · c8 negres alfil · d8 negres dama · e8 negres torre · g8 negres rei · b7 negres peó · d7 negres cavall · e7 negres alfil · f7 negres peó · g7 negres peó · a6 negres peó · c6 negres peó · h6 negres peó · d5 negres peó · h5 negres cavall · d4 blanques peó · f4 blanques alfil · b3 blanques dama · c3 blanques cavall · d3 blanques alfil · e3 blanques peó · f3 blanques cavall · a2 blanques peó · b2 blanques peó · f2 blanques peó · g2 blanques peó · h2 blanques peó · c1 blanques torre · f1 blanques torre · g1 blanques rei | 3 |
| 2 | a8 negres torre · c8 negres alfil · d8 negres dama · e8 negres torre · g8 negres rei · b7 negres peó · d7 negres cavall · e7 negres alfil · f7 negres peó · g7 negres peó · a6 negres peó · c6 negres peó · h6 negres peó · d5 negres peó · h5 negres cavall · d4 blanques peó · f4 blanques alfil · b3 blanques dama · c3 blanques cavall · d3 blanques alfil · e3 blanques peó · f3 blanques cavall · a2 blanques peó · b2 blanques peó · f2 blanques peó · g2 blanques peó · h2 blanques peó · c1 blanques torre · f1 blanques torre · g1 blanques rei | a8 negres torre · c8 negres alfil · d8 negres dama · e8 negres torre · g8 negres rei · b7 negres peó · d7 negres cavall · e7 negres alfil · f7 negres peó · g7 negres peó · a6 negres peó · c6 negres peó · h6 negres peó · d5 negres peó · h5 negres cavall · d4 blanques peó · f4 blanques alfil · b3 blanques dama · c3 blanques cavall · d3 blanques alfil · e3 blanques peó · f3 blanques cavall · a2 blanques peó · b2 blanques peó · f2 blanques peó · g2 blanques peó · h2 blanques peó · c1 blanques torre · f1 blanques torre · g1 blanques rei | a8 negres torre · c8 negres alfil · d8 negres dama · e8 negres torre · g8 negres rei · b7 negres peó · d7 negres cavall · e7 negres alfil · f7 negres peó · g7 negres peó · a6 negres peó · c6 negres peó · h6 negres peó · d5 negres peó · h5 negres cavall · d4 blanques peó · f4 blanques alfil · b3 blanques dama · c3 blanques cavall · d3 blanques alfil · e3 blanques peó · f3 blanques cavall · a2 blanques peó · b2 blanques peó · f2 blanques peó · g2 blanques peó · h2 blanques peó · c1 blanques torre · f1 blanques torre · g1 blanques rei | a8 negres torre · c8 negres alfil · d8 negres dama · e8 negres torre · g8 negres rei · b7 negres peó · d7 negres cavall · e7 negres alfil · f7 negres peó · g7 negres peó · a6 negres peó · c6 negres peó · h6 negres peó · d5 negres peó · h5 negres cavall · d4 blanques peó · f4 blanques alfil · b3 blanques dama · c3 blanques cavall · d3 blanques alfil · e3 blanques peó · f3 blanques cavall · a2 blanques peó · b2 blanques peó · f2 blanques peó · g2 blanques peó · h2 blanques peó · c1 blanques torre · f1 blanques torre · g1 blanques rei | a8 negres torre · c8 negres alfil · d8 negres dama · e8 negres torre · g8 negres rei · b7 negres peó · d7 negres cavall · e7 negres alfil · f7 negres peó · g7 negres peó · a6 negres peó · c6 negres peó · h6 negres peó · d5 negres peó · h5 negres cavall · d4 blanques peó · f4 blanques alfil · b3 blanques dama · c3 blanques cavall · d3 blanques alfil · e3 blanques peó · f3 blanques cavall · a2 blanques peó · b2 blanques peó · f2 blanques peó · g2 blanques peó · h2 blanques peó · c1 blanques torre · f1 blanques torre · g1 blanques rei | a8 negres torre · c8 negres alfil · d8 negres dama · e8 negres torre · g8 negres rei · b7 negres peó · d7 negres cavall · e7 negres alfil · f7 negres peó · g7 negres peó · a6 negres peó · c6 negres peó · h6 negres peó · d5 negres peó · h5 negres cavall · d4 blanques peó · f4 blanques alfil · b3 blanques dama · c3 blanques cavall · d3 blanques alfil · e3 blanques peó · f3 blanques cavall · a2 blanques peó · b2 blanques peó · f2 blanques peó · g2 blanques peó · h2 blanques peó · c1 blanques torre · f1 blanques torre · g1 blanques rei | a8 negres torre · c8 negres alfil · d8 negres dama · e8 negres torre · g8 negres rei · b7 negres peó · d7 negres cavall · e7 negres alfil · f7 negres peó · g7 negres peó · a6 negres peó · c6 negres peó · h6 negres peó · d5 negres peó · h5 negres cavall · d4 blanques peó · f4 blanques alfil · b3 blanques dama · c3 blanques cavall · d3 blanques alfil · e3 blanques peó · f3 blanques cavall · a2 blanques peó · b2 blanques peó · f2 blanques peó · g2 blanques peó · h2 blanques peó · c1 blanques torre · f1 blanques torre · g1 blanques rei | a8 negres torre · c8 negres alfil · d8 negres dama · e8 negres torre · g8 negres rei · b7 negres peó · d7 negres cavall · e7 negres alfil · f7 negres peó · g7 negres peó · a6 negres peó · c6 negres peó · h6 negres peó · d5 negres peó · h5 negres cavall · d4 blanques peó · f4 blanques alfil · b3 blanques dama · c3 blanques cavall · d3 blanques alfil · e3 blanques peó · f3 blanques cavall · a2 blanques peó · b2 blanques peó · f2 blanques peó · g2 blanques peó · h2 blanques peó · c1 blanques torre · f1 blanques torre · g1 blanques rei | 2 |
| 1 | a8 negres torre · c8 negres alfil · d8 negres dama · e8 negres torre · g8 negres rei · b7 negres peó · d7 negres cavall · e7 negres alfil · f7 negres peó · g7 negres peó · a6 negres peó · c6 negres peó · h6 negres peó · d5 negres peó · h5 negres cavall · d4 blanques peó · f4 blanques alfil · b3 blanques dama · c3 blanques cavall · d3 blanques alfil · e3 blanques peó · f3 blanques cavall · a2 blanques peó · b2 blanques peó · f2 blanques peó · g2 blanques peó · h2 blanques peó · c1 blanques torre · f1 blanques torre · g1 blanques rei | a8 negres torre · c8 negres alfil · d8 negres dama · e8 negres torre · g8 negres rei · b7 negres peó · d7 negres cavall · e7 negres alfil · f7 negres peó · g7 negres peó · a6 negres peó · c6 negres peó · h6 negres peó · d5 negres peó · h5 negres cavall · d4 blanques peó · f4 blanques alfil · b3 blanques dama · c3 blanques cavall · d3 blanques alfil · e3 blanques peó · f3 blanques cavall · a2 blanques peó · b2 blanques peó · f2 blanques peó · g2 blanques peó · h2 blanques peó · c1 blanques torre · f1 blanques torre · g1 blanques rei | a8 negres torre · c8 negres alfil · d8 negres dama · e8 negres torre · g8 negres rei · b7 negres peó · d7 negres cavall · e7 negres alfil · f7 negres peó · g7 negres peó · a6 negres peó · c6 negres peó · h6 negres peó · d5 negres peó · h5 negres cavall · d4 blanques peó · f4 blanques alfil · b3 blanques dama · c3 blanques cavall · d3 blanques alfil · e3 blanques peó · f3 blanques cavall · a2 blanques peó · b2 blanques peó · f2 blanques peó · g2 blanques peó · h2 blanques peó · c1 blanques torre · f1 blanques torre · g1 blanques rei | a8 negres torre · c8 negres alfil · d8 negres dama · e8 negres torre · g8 negres rei · b7 negres peó · d7 negres cavall · e7 negres alfil · f7 negres peó · g7 negres peó · a6 negres peó · c6 negres peó · h6 negres peó · d5 negres peó · h5 negres cavall · d4 blanques peó · f4 blanques alfil · b3 blanques dama · c3 blanques cavall · d3 blanques alfil · e3 blanques peó · f3 blanques cavall · a2 blanques peó · b2 blanques peó · f2 blanques peó · g2 blanques peó · h2 blanques peó · c1 blanques torre · f1 blanques torre · g1 blanques rei | a8 negres torre · c8 negres alfil · d8 negres dama · e8 negres torre · g8 negres rei · b7 negres peó · d7 negres cavall · e7 negres alfil · f7 negres peó · g7 negres peó · a6 negres peó · c6 negres peó · h6 negres peó · d5 negres peó · h5 negres cavall · d4 blanques peó · f4 blanques alfil · b3 blanques dama · c3 blanques cavall · d3 blanques alfil · e3 blanques peó · f3 blanques cavall · a2 blanques peó · b2 blanques peó · f2 blanques peó · g2 blanques peó · h2 blanques peó · c1 blanques torre · f1 blanques torre · g1 blanques rei | a8 negres torre · c8 negres alfil · d8 negres dama · e8 negres torre · g8 negres rei · b7 negres peó · d7 negres cavall · e7 negres alfil · f7 negres peó · g7 negres peó · a6 negres peó · c6 negres peó · h6 negres peó · d5 negres peó · h5 negres cavall · d4 blanques peó · f4 blanques alfil · b3 blanques dama · c3 blanques cavall · d3 blanques alfil · e3 blanques peó · f3 blanques cavall · a2 blanques peó · b2 blanques peó · f2 blanques peó · g2 blanques peó · h2 blanques peó · c1 blanques torre · f1 blanques torre · g1 blanques rei | a8 negres torre · c8 negres alfil · d8 negres dama · e8 negres torre · g8 negres rei · b7 negres peó · d7 negres cavall · e7 negres alfil · f7 negres peó · g7 negres peó · a6 negres peó · c6 negres peó · h6 negres peó · d5 negres peó · h5 negres cavall · d4 blanques peó · f4 blanques alfil · b3 blanques dama · c3 blanques cavall · d3 blanques alfil · e3 blanques peó · f3 blanques cavall · a2 blanques peó · b2 blanques peó · f2 blanques peó · g2 blanques peó · h2 blanques peó · c1 blanques torre · f1 blanques torre · g1 blanques rei | a8 negres torre · c8 negres alfil · d8 negres dama · e8 negres torre · g8 negres rei · b7 negres peó · d7 negres cavall · e7 negres alfil · f7 negres peó · g7 negres peó · a6 negres peó · c6 negres peó · h6 negres peó · d5 negres peó · h5 negres cavall · d4 blanques peó · f4 blanques alfil · b3 blanques dama · c3 blanques cavall · d3 blanques alfil · e3 blanques peó · f3 blanques cavall · a2 blanques peó · b2 blanques peó · f2 blanques peó · g2 blanques peó · h2 blanques peó · c1 blanques torre · f1 blanques torre · g1 blanques rei | 1 |
|   | a | b | c | d | e | f | g | h |   |

El parany de Rubinstein o trampa de Rubinstein és un parany d'obertura d'escacs, dins el gambit de dama refusat, defensa ortodoxa.
Les negres perden un peó després de Cxd5 degut al truc que la seva dama quedaria atrapada a la primera fila per l'Ac7 blanc. (Vegeu el diagrama): La dama negra seria atacada per l'alfil blanc mentre queda emparedada per les seves pròpies peces.)
|  |

## Història
El parany deu el seu nom a Akiba Rubinstein, qui va tenir la mala sort de caure-hi dos cops, en les partides Euwe–Rubinstein, Bad Kissingen 1928, i Alekhin–Rubinstein, Sanremo 1930.
Rubinstein no fou la primera víctima del parany, ja que la primera partida de què hi ha constància que mostra la trampa és Amos Burn-Heinrich Wolf, Oostende 1905.
Euwe–Rubinstein, Bad Kissingen 1928:

1. Cf3 d5 2. c4 e6 3. d4 Cf6 (transposant a la defensa ortodoxa del gambit de dama refusat) 4. Ag5 Cbd7 5. e3 Ae7 6. Cc3 0-0 7. Tc1 c6 8. Ad3 a6 9. cxd5 exd5 10. 0-0 Te8 11. Db3 h6 12. Af4 Ch5? (vegeu el diagrama; les negres cauen al parany) 13. Cxd5 (ara les negres perden un peó després de 13...Cxf4 14.Cxf4, o més, després de 13...cxd5 14.Ac7 – amb la columna c ara oberta, la torre blanca pot protegir l'alfil a c7. La dama negra, completament envoltada, no pot escapar-se.).